# Kolendra siewna
Kolendra siewna (Coriandrum sativum L.) – gatunek rośliny jednorocznej z rodziny selerowatych (Apiaceae). Pochodzi z południowo-zachodniej Azji – rośnie naturalnie na obszarze od Synaju po Azję Mniejszą i Kaukaz, na Półwyspie Arabskim, w Iranie, Afganistanie i Pakistanie. Została szeroko rozprzestrzeniona w świecie i współcześnie rośnie na wszystkich kontynentach strefach umiarkowanych i strefie międzyzwrotnikowej. W Polsce jest uprawiana, rzadko zdziczała lub zawleczona.

## Morfologia
PokrójNaga roślina zielna z wrzecionowatym, cienkim korzeniem. Łodyga wzniesiona, rozgałęziona w górze, delikatnie bruzdowana, od 20 do 70 cm wysokości.
LiścieDolne pojedyncze – nie podzielone lub trójłatkowe albo pojedynczo podzielone, długoogonkowe, szybko zamierające. Liście łodygowe w dole łodygi są 1–2-krotnie pierzaste, a środkowe i górne 2–3-krotnie pierzaste. Dolne liście mają nieliczne odcinki kształtu jajowatego, o nasadzie klinowatej, poza tym pierzasto nacinanych. Środkowe i górne mają łatki równowąskie do nitkowatych, zaostrzone i całobrzegie.
KwiatyDrobne, zebrane w baldaszki, a te w liczbie 3–10 zebrane są w baldachy złożone. Szypułki kwiatostanu są nagie. Pokryw brak lub jest tylko jeden listek; pokrywki są w liczbie kilku, są równowąskie i wyrastają jednostronnie u nasady baldaszka. Płatki korony są białe, czasem czerwonawe, silnie asymetryczne w kwiatach na brzegu baldaszka, i niemal symetryczne w kwiatach w środku baldaszka.
OwoceTypu rozłupnia, składające się z rozłupek, zwykle ściśle połączonych. Owoce są brunatne lub jasnobrunatne, bardziej lub mniej kuliste, o średnicy około 1,5–5 mm lub owalne, o długości 2–6 mm. Owoce są nagie, z 10 falistymi, lekko wzniesionymi żeberkami pierwotnymi i 8 prostymi, bardziej wyraźnymi żeberkami wtórnymi. Na powierzchni wewnętrznej rozłupki są wklęsłe. Szczyt owoców wieńczy podszyjcze (stylopodium). Młode owoce – zielone, dojrzałe przybierają barwę żółtawą lub brunatną.

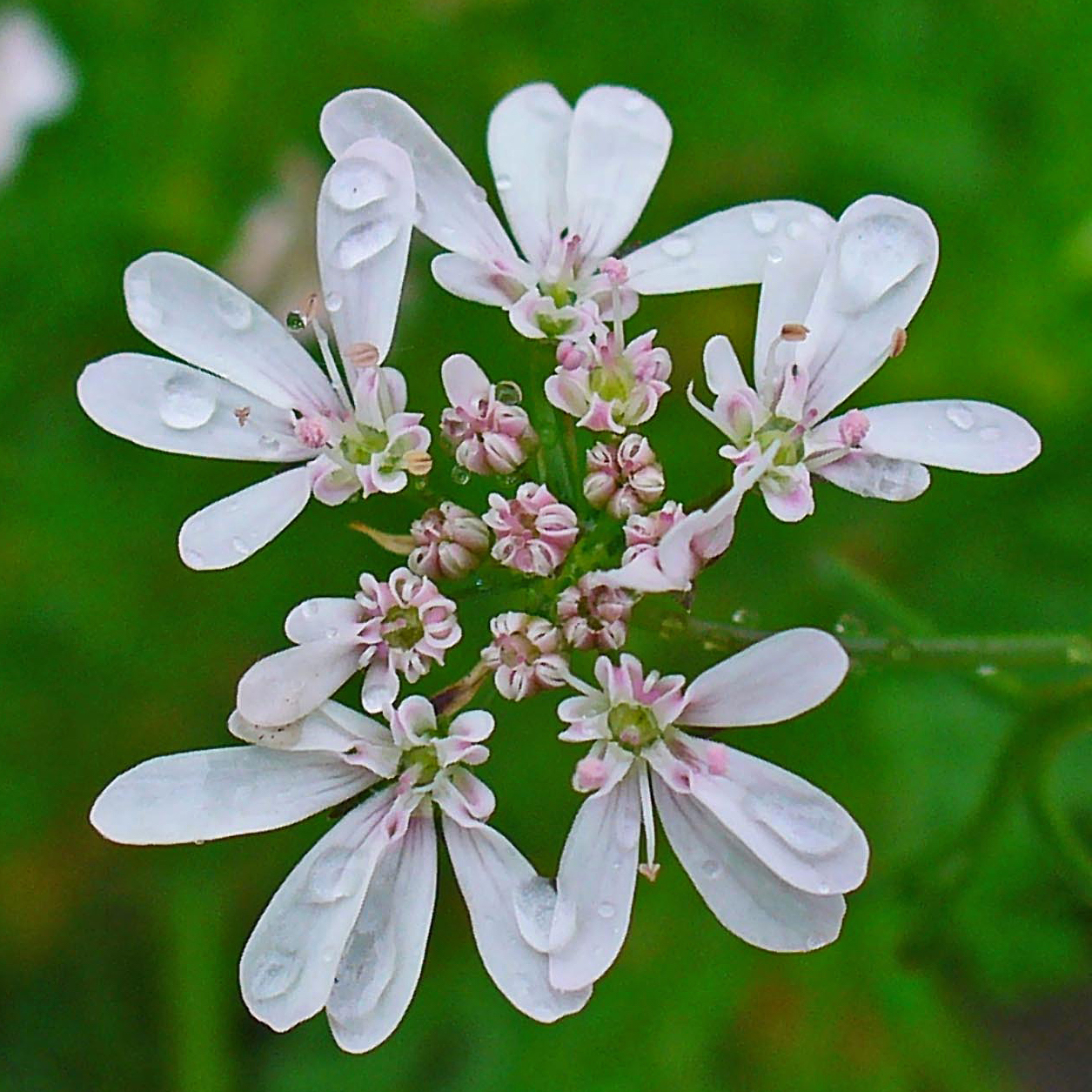
Kwiatostan (widok z góry)
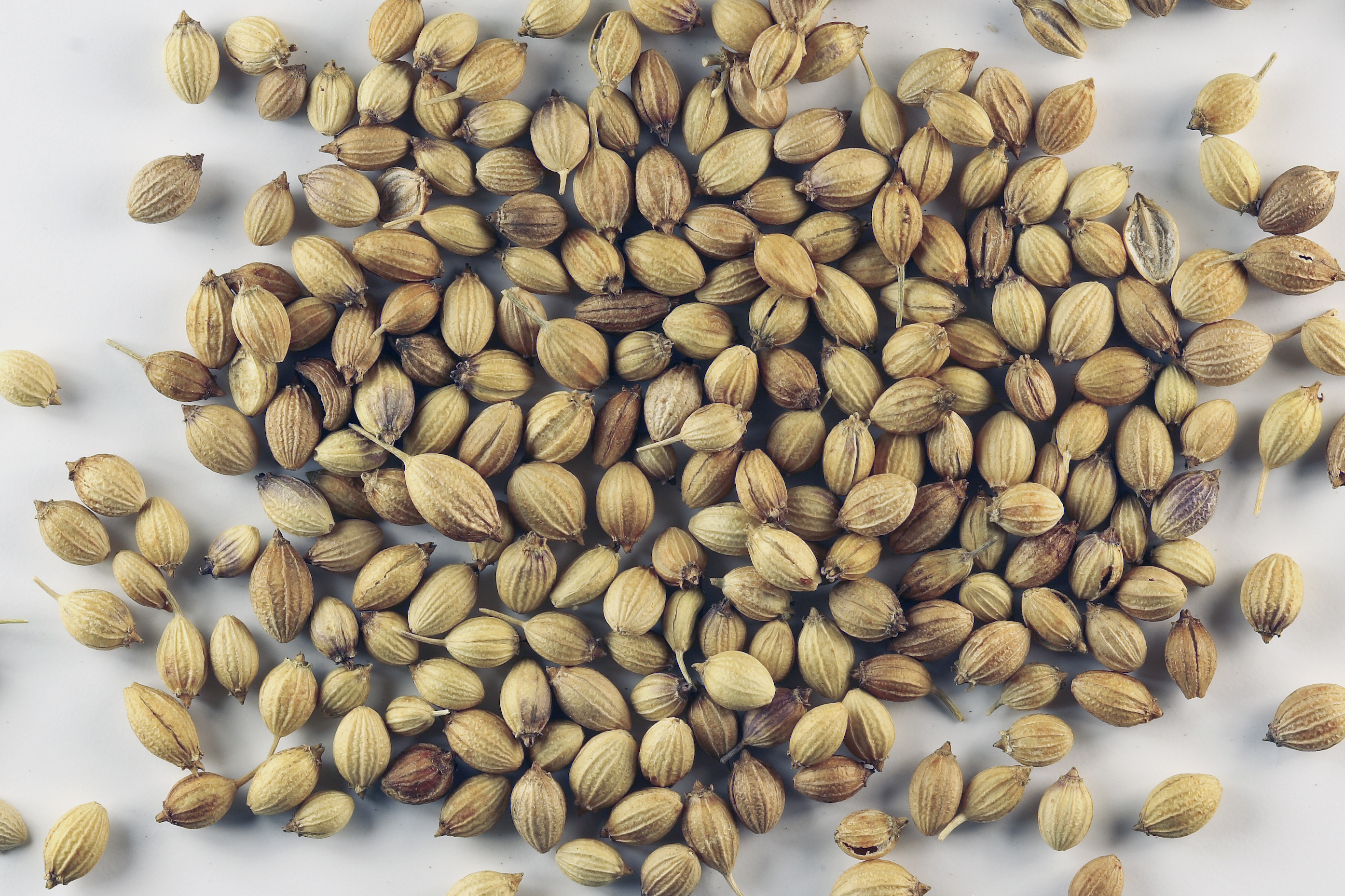
Owoce
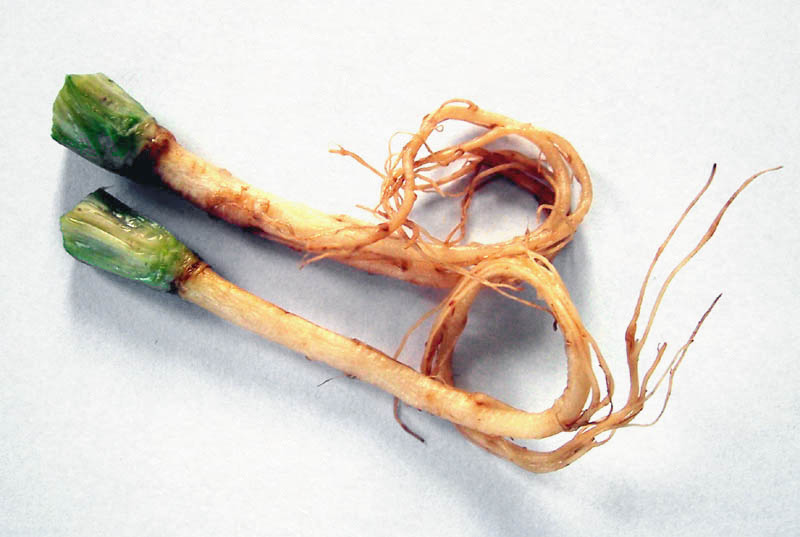
Korzeń

## Biologia i ekologia
Roślina jednoroczna kwitnąca od maja do sierpnia. W stanie świeżym ma zapach podobny do wydzieliny pluskiew.
W naturze rośnie w suchych, trawiastych murawach. Dziczejąc z upraw wyrasta w ogrodach, na siedliskach ruderalnych, na przydrożach. 

## Zastosowanie

### Roślina lecznicza
Surowiec zielarskiOwoc kolendry (Coriandri fructus) – wysuszone rozłupnie zawierające powyżej 3 ml/kg olejku eterycznego. Olejek eteryczny (Oleum Coriandri), zawiera przede wszystkim fitoncyd linalol.
Działanie i zastosowanieRozkurczowe, wiatropędne, moczopędne, pobudzające wydzielanie soku żołądkowego i apetyt. W Farmakopei Brytyjskiej znaleźć można również wzmianki o wodzie kolendrowej, która używana była często do zwalczania kolki. Zewnętrznie używano jej jako maść na reumatyzm.

### Roślina uprawna
Nasiona kolendry znaleziono w grobowcu faraona Tutanchamona (zm. 1323 r. p.n.e.). Wzmiankowana jest dwa razy w Starym Testamencie: Wj 16,31 i Lb 11,7. Znana i stosowana już w starożytnym Rzymie i Grecji, stamtąd rozpowszechniła się w całej Europie, gdzie uprawiana jest powszechnie (Niemcy, Holandia, Anglia), w Polsce uprawiana od czasu Piastów, obecnie na niewielką skalę. Zielone części rośliny mają w czasie wegetacji silny aromat, dzięki któremu są bardzo cenione jako przyprawa w niektórych kuchniach. Dojrzałe owoce również mają mocny aromat, ale zupełnie inny od pędów.

### Roślina przyprawowa
Stanowi pospolitą przyprawę kuchenną, jest podstawowym składnikiem indyjskiej mieszanki przyprawowej curry. W kuchni owoce używane są jako dodatek do ciast (szarlotki), pierników i kruchych ciasteczek, a także do przyprawiania sosu pomidorowego, sałatek oraz ryżu. Stosuje się je w masarstwie, likiernictwie i browarnictwie. Świeże listki kolendry są popularną przyprawą w wielu kuchniach azjatyckich oraz w kuchni portugalskiej, gruzińskiej i marokańskiej.
Niemieckie firmy używają kolendry do przyprawiania frankfurterek. Korzenie oraz świeże liście są częstym składnikiem dań egipskich i peruwiańskich. Z kolei w Grecji kolendra używana jest często do dań z wieprzowiny.
Kolendry używa się do przyprawiania chleba, ciast, owoców, słodyczy, czekolady, likierów i innych alkoholi.
W średniowieczu uważana była za afrodyzjak. Chińczycy wierzyli z kolei, że owoce kolendry dawały nieśmiertelność temu kto je spożył.